# Hermes Rodrigues da Fonseca
Pour les articles homonymes, voir Fonseca et Rodrigues (homonymie).
Le maréchal Hermes Rodrigues da Fonseca (São Gabriel, 12 mai 1855 – Petrópolis, 9 septembre 1923) est un militaire et homme d'État brésilien. Il est le neveu de Manuel Deodoro da Fonseca et et le fils du capitaine Hermes Ernesto da Fonseca et Rita Rodrigues Barbosa da Fonseca. Il est le président de la République de 1910 à 1914.

## Biographie
Hermes da Fonseca entre à l'École militaire à 16 ans. Après avoir obtenu son diplôme, il sert comme adjudant d'ordre du comte d'Eu. Il est invité par son oncle à occuper les postes d'adjudant de camps et de secrétaire militaire après la proclamation de la République. Il occupe diverses fonctions gouvernementales avant de devenir ministre de l'armée pendant le gouvernement de Campos Sales.
Quand Afonso Pena est élu président, il maintient Hermes da Fonseca comme ministre mais bientôt, ce dernier présente sa démission à la suite d'une discussion à la Chambre sur la participation des militaires dans la vie politique. Il se porte candidat face à Ruy Barbosa et, pour la première fois durant la République, il y a un climat de campagne électorale avec débats entre civilistas et hermistas. Ayant invité Nilo Peçanha pour qu’il intègre le ministère, Hermes da Fonseca gagne en popularité et remporte les élections de 1910.
Lors de son élection, il rdy très populaire mais il ternit rapidement son image en traitant le premier problème grave de son mandat présidentiel, la révolte de Chibata. Pour réfréner le mouvement, il ordonnr le bombardement des ports. Très vite, éclatr une nouvelle révolte, la  guerre du Contestado, qui n'est pas résolue avant la fin de son mandat. La situation financière du Brésil n'étant pas bonne, le gouvernement doit aussi négocier un « funding-loan » (négocié auparavant par Campos Sales).
Après ses quatre années de présidence, il est élu sénateur pour le Rio Grande do Sul mais il renonce à son mandat et part pour l'Europe ne revenant au Brésil qu'en 1920. Durant le gouvernement d'Epitacio Pessoa, il est emprisonné en tant que président du Club militaire pour cause de conspiration organisée contre le gouvernement. Il est relâché six mois plus tard.
Il est membre de la Franc-maçonnerie.